# Diptychus maculatus
Diptychus maculatus är en fiskart som beskrevs av Steindachner, 1866. Diptychus maculatus ingår i släktet Diptychus och familjen karpfiskar. Inga underarter finns listade i Catalogue of Life.